# Ardea ibis
La garcilla bueyera, garza bueyera, garza ganadera, espulgabuey, garza ganadera africana, o garza boyera (Ardea ibis) es una especie de la familia Ardeidae. Es un ave esbelta y blanca adornada con plumas doradas o anaranjadas en cabeza y cuello en temporada de cría. Mide de 46-56 cm de largo, pesa entre 270-512 g y su envergadura alar va de 88-96 cm. Pico, cuello y patas largas. Ojos y pico normalmente amarillos; patas generalmente grises. Esta garza ha protagonizado la expansión natural más amplia y rápida de todas las especies de aves. Originaria del Viejo Mundo, ha colonizado con éxito y rapidez el resto de los continentes. Algunas poblaciones son migratorias mientras que otras únicamente realizan dispersiones cortas tras la cría. En México se le encuentra prácticamente en todo el país. Su expansión y asentamiento en grandes regiones la sitúan como especie invasora. Vive en todas las regiones tropicales, subtropicales y templadas del planeta. Se encuentra en sabanas, pastizales, manglares, pantanos, áreas agrícolas, embalses y canaletas de agua en zonas agrícolas. La UICN2019-1 considera a esta especie como de preocupación menor.
A pesar de sus similitudes en el plumaje con las garcetas del género Egretta, está emparentada con las garzas del género Ardea. Anida en colonias, generalmente cerca del agua y a menudo con otras aves zancudas. Sus nidos son plataformas de ramitas que coloca sobre los árboles y arbustos. A diferencia de las demás garzas se alimenta en hábitats herbáceos relativamente secos, a menudo acompañando al ganado u otros grandes mamíferos para atrapar a los insectos y pequeños vertebrados espantados por estos, costumbre de la que recibe su nombre. Las garcillas bueyeras adultas tienen pocos predadores, pero otras aves y mamíferos suelen saquear sus nidos. La principal causa de mortalidad de sus pollos es la inanición. Los pollos también pueden sufrir déficit de calcio por falta de vertebrados en su dieta y además pueden morir al ser perturbados por otras aves. Esta especie a pesar de quitarle las garrapatas y las moscas al ganado, ha sido vector de enfermedades que se extienden por medio de las garrapatas y también puede resultar un peligro para la seguridad aérea en los aeropuertos.

## Taxonomía

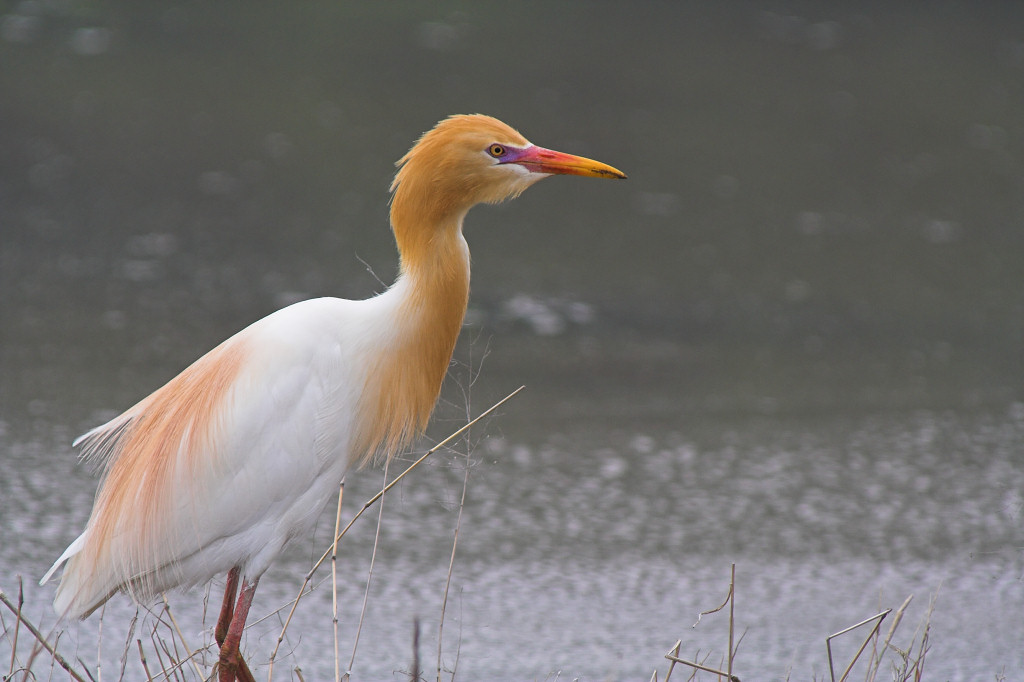
Adulto de A. i. coromandus mostrando las patas y el pico enrojecidos por la época de cría.

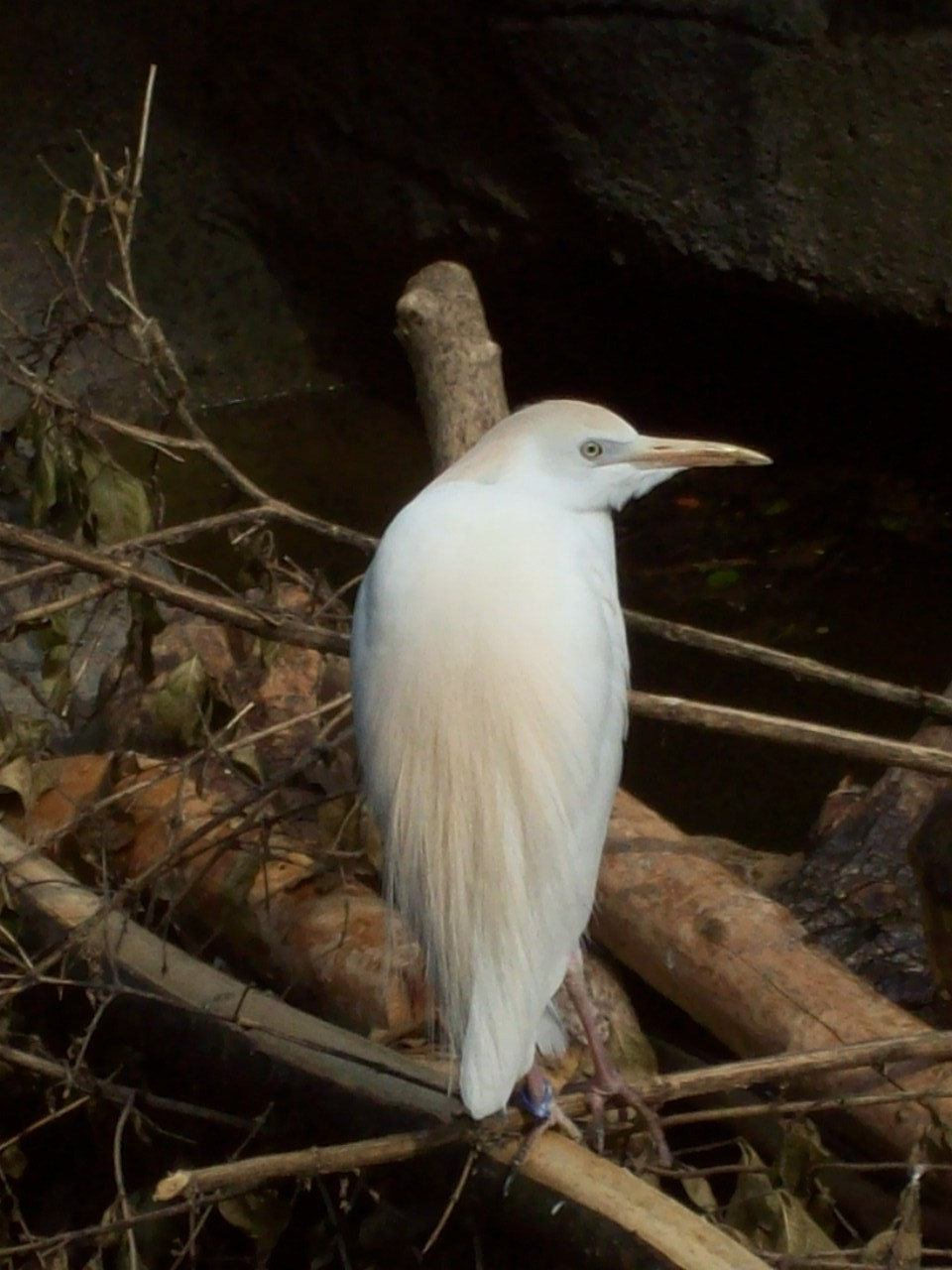
Adulto de A. i. ibis con el cuello encogido.

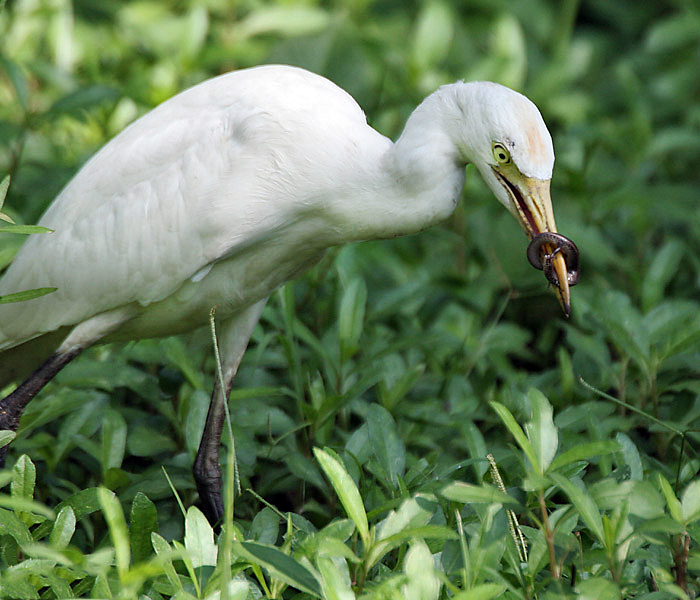
Adulto en Calcuta fuera de la estación de cría.

La garcilla bueyera fue descrita científicamente en 1758 por Linnaeus en su obra Systema naturae como Ardea ibis, aunque fue trasladada a su género actual por Charles Lucien Bonaparte en 1855. El nombre de su antiguo género Bubulcus es la palabra latina que significa «pastor», en referencia a la asociación de esta especie con el ganado, al igual que su nombre común. Ibis tanto en latín como en griego es la palabra que designaba a otra ave zancuda, el ibis sagrado.
Se reconocen dos subespecies de garcilla bueyera: 
- La garcilla bueyera occidental (Ardea ibis ibis) (Linnaeus, 1758)
- La garcilla bueyera oriental (Ardea ibis coromandus) Boddaert, 1783

Algunos consideran a estas variedades especies separadas, como B. ibis y B. coromandus. Las dos variedades fueron separadas por primera vez por McAllan y Bruce, aunque siguen siendo consideradas una sola especie por la mayoría de los autores modernos. La subespecie oriental, B. i. coromandus, fue descrita por Pieter Boddaert en 1783, cría en Asia y Australasia, y la subespecie nominal el resto de su área de distribución: África, América y Europa. Algunos expertos reconocen una tercera subespecie en las Seychelles, B. i. seychellarum, descrita por Finn Salomonsen en 1934.
A pesar de sus similitudes superficiales con las garcetas del género Egretta, las garcillas bueyeras están emparentadas más cercanamente con las garzas del género Ardea, que contiene a las garzas típicas y a la garceta grande (A. alba). Aunque se han registrado casos raros de hibridación con Egretta caerulea, Egretta garzetta y Egretta thula.

## Descripción

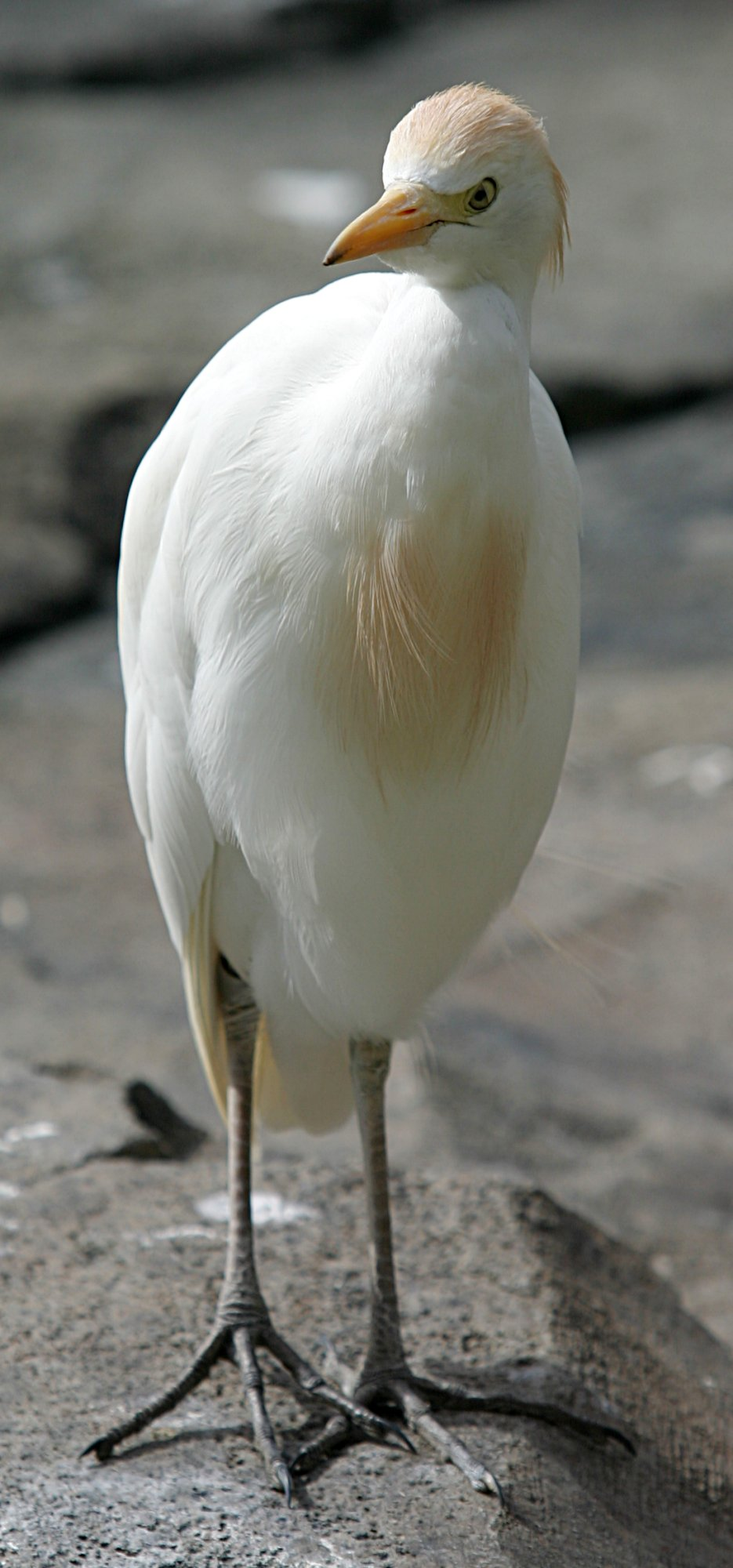
Adulto occidental fuera de la estación de cría.

La garceta bueyera es una garza pequeña y compacta que mide unos 46–56 centímetros de largo y pesa entre los 270–512 gramos, con una envergadura alar de 88–96 cm. Tiene el pico robusto y cuello relativamente corto y ancho, que suele tener encorvado. Los adultos fuera de la época de cría tienen el plumaje prácticamente blanco, con el pico amarillo y las patas amarillo grisáceas. Durante la época de apareamiento los adultos de la subespecie nominal desarrollan una coloración anaranjada en las plumas de la espalda, cuello y cresta. Y el pico, las patas y el iris se tornan rojos. Ambos sexos son de apariencia similar, pero los machos son algo más grandes y tienen las plumas nupciales ligeramente más largas que las hembras. Los juveniles carecen de las plumas anaranjadas y tienen el pico negro.
El plumaje nupcial de A. i. coromandus se diferencia del de la subespecie nominal porque tiene colores más dorados que se extienden además hasta las mejillas y la garganta. El pico de esta subespecie y sus tarsos son más largos de media que los de B. i. ibis. B. i. seychellarum es más pequeña y tiene las alas más cortas que las otras dos variedades. Tiene las mejillas y la garganta blancos como B. i. ibis, pero sus plumas nupciales son doradas como las de B. i. coromandus.
La posición de los ojos de la garcilla permite la visión binocular, útil para la caza, y los estudios fisiológicos sugieren que la visión de esta especie le permiten la actividad crepuscular o nocturnal. Está adaptada para alimentarse en tierra, y ha perdido la capacidad de sus parientes acuáticos de compensar el efecto de la refracción en el agua.
Esta especie emite una llamada sorda y gutural que suena como rick-rack en las colonias de cría, pero se mantiene silenciosa el resto del tiempo.

## Distribución y hábitat
La garcilla bueyera ha protagonizado la expansión natural más amplia y rápida de todas las especies de aves. Era originaria de las regiones húmedas de África y Asia tropical y subtropical y del sur de España y Portugal. Al final del siglo XIX empezó a extenderse hacia el sur de África. El primer registro de reproducción en la provincia del Cabo fue en 1908. Las garcillas bueyeras se avistaron por primera vez en América en el límite entre la Guayana y Surinam en 1877, habiendo atravesado aparentemente el océano Atlántico. Se cree que la especie no se estableció en la región hasta los años 1930.

Cronología de la expansión por América.

La especie llegó por primera vez a Norteamérica en 1941 (los primeros avistamientos se pensó que eran aves escapadas). Crio en Florida en 1953, y se expandió rápidamente, llegando a criar por primera vez en Canadá en 1962. Actualmente es corriente en la costa de California. El primer registro de reproducción en Cuba fue en 1957, en Costa Rica en 1958, y en México en 1963, aunque es probable que se estableciera antes. En Europa la especie históricamente se encontraba en declive confinada al sur de España y Portugal, pero en la última parte del siglo XX recolonizó la península ibérica y empezó a colonizar otras partes de Europa: el sur de Francia en 1958, el norte de Francia en 1981 e Italia en 1985. Se registró la cría en el Reino Unido por primera vez en 2008, solo un año después de ser detectada por allí. En 2008 se registró que las garcetas bueyeras se habían desplazado hasta Irlanda por primera vez.
En Australia la colonización empezó en los años 1940, cuando la especie se estableció por sí misma en el norte y este del continente. Empezó a visitar regularmente Nueva Zelanda en los años 1960. 
Desde 1948 la garcilla bueyera es un residente permanente de Israel, antes de 1948 solo había sido un visitante invernal.
La rápida y masiva expansión de la garcilla bueyera es debida a su relación con el hombre y sus animales domésticos. Originalmente estaba adaptado a una relación de comensal con los grandes ungulados salvajes, a los que fácilmente sustituyó con el ganado doméstico y los caballos. Como la cría de ganado se ha extendido por el mundo ha sido capaz de ocupar nichos de otra forma estaban vacíos.
Muchas poblaciones de garcilla bueyera son migratorias y pueden dispersarse mucho, y esto ha ayudado a la especie a expandirse. La especie ha sido observada como divagante en varias islas subantárticas, como las islas Georgias del Sur, las islas Sandwich del Sur, isla Marion y las islas Orcadas del Sur. Una bandada de ocho individuos se observó en Fiyi en 2008.
Además de su expansión natural, la garcilla bueyera ha sido introducida en algunas regiones. La especie fue introducida en Hawái en 1959, y en el archipiélago de Chagos en 1955. Fueron liberadas también con éxito en Seychelles y Rodrigues, aunque el intento de introducirla en Mauricio fracasó. También el zoo de Whipsnade liberó varias aves en Inglaterra, pero entonces no se establecieron.
Aunque la garceta bueyera algunas veces se alimenta en aguas someras, al contrario que las demás garzas generalmente se alimenta en hábitats secos como campos y herbazales, por lo que depende más de los insectos terrestres que de las presas acuáticas.

### Migración y desplazamientos

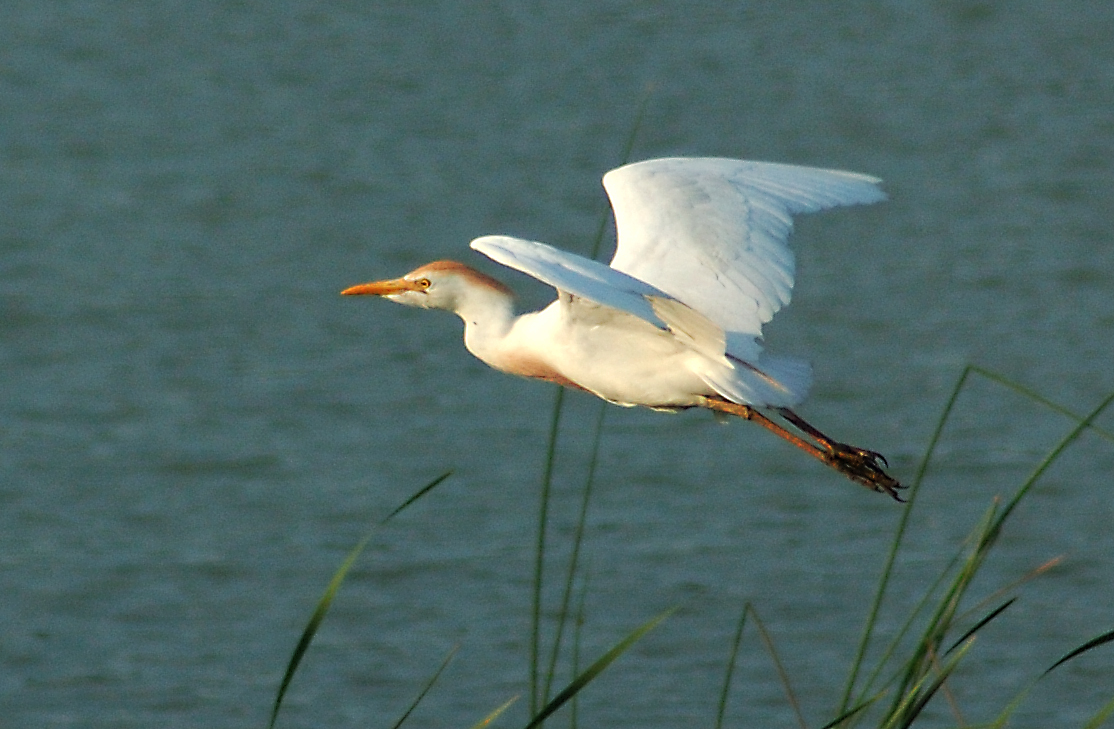
Garcilla bueyera en vuelo.

Algunas poblaciones de garcilla bueyera son migratorias, mientras que otras se dispersan en desplazamientos cortos, y distinguirlas puede ser difícil en esta especie. En algunas regiones las poblaciones pueden ser tanto sedentarias como migratorias. En el hemisferio norte las migraciones son de los climas más fríos a zonas más cálidas, pero las garcillas que anidan en Australia migran a las más frías Tasmania y Nueva Zelanda en invierno y vuelven en primavera. La migración en África occidental es a causa de las lluvias, y en Sudamérica las aves migratorias viajan al sur de su área de cría fuera de ella. Las poblaciones del sur de la India parece que realizan migraciones locales en respuesta a los monzones. Se trasladan al norte desde Kerala después de septiembre. Durante el invierno se observan muchas garcillas bueyeras volando por la noche con bandadas de garcilla india (Ardeola grayii) en la costa sureste de la India y también en invierno se nota la afluencia en Sri Lanka.
Se sabe que las aves jóvenes se dispersan hasta 5000 km desde su área de cría. Las bandadas pueden volar divagantes grandes distancias y se las ha visto sobrevolar mares y océanos, incluso en medio del océano Atlántico.

## Estado de conservación
Esta especie está presente en un gran área de distribución, con una extensión global calculada en unos 10 millones de kilómetros cuadrados. Se estima que la población mundial está entre 3,8–6,7 millones de individuos. Por estas razones la especie está catalogada como de preocupación menor. Por otro lado su expansión y asentamiento en grandes regiones lleva la sitúan como especie invasora (aunque su impacto es pequeño, o nulo).

## Comportamiento

### Reproducción

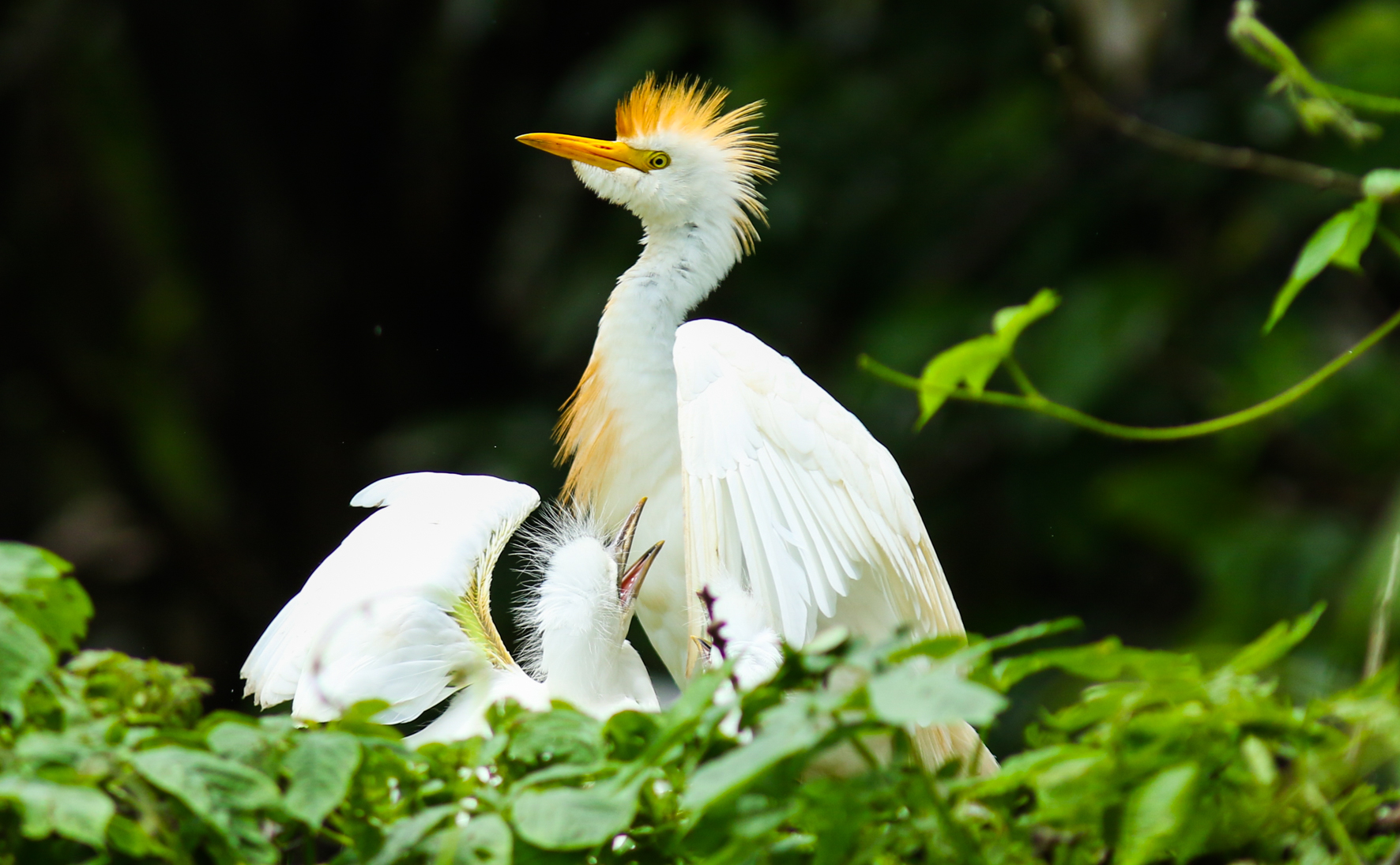
Adulto con su pollo.

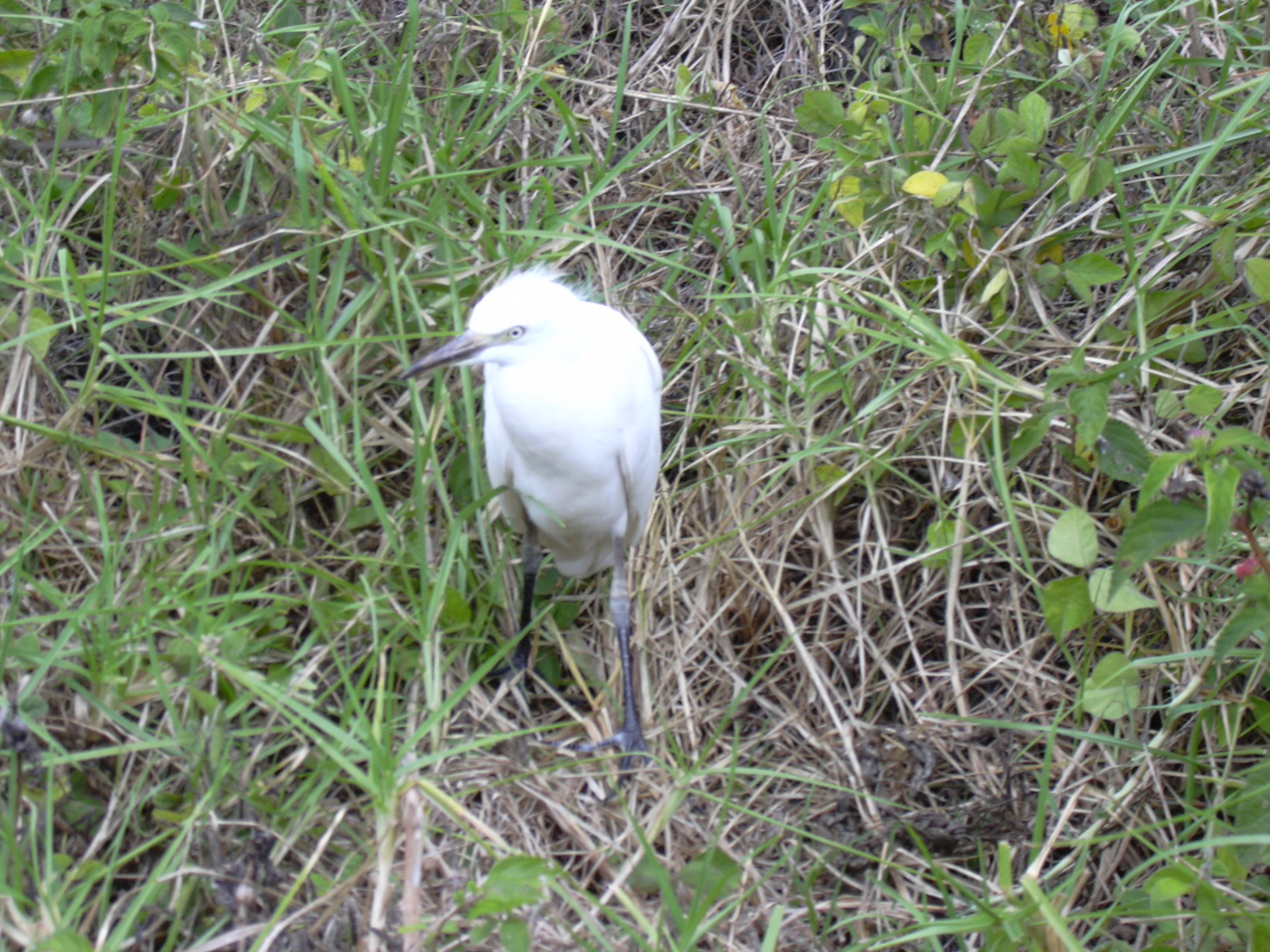
Immaduro en Maui, nótese su pico negro.

La garcillas bueyeras anidan colonialmente, a menudo aunque no siempre, junto a las masas de agua. Las colonias generalmente se encuentran en arboledas junto a los lagos y los ríos, en pantanos o en pequeñas islas fluviales o costeras, que a veces comparten con otras garzas, gacetas, ibis o cormoranes. La estación de cría varía dependiendo de la región donde habiten. La anidación en el norte de la India comienza en mayo con el inicio de los monzones. La estación de cría en Australia va de noviembre a principios de enero, criando una nidada por temporada. En Norteamérica la estación de cría dura de abril a octubre. En las Seychelles la estación de cría de la subespecie B. i. seychellarum es de abril a octubre.
La exhibición del macho se realiza en un árbol de la colonia, y usa una gran variedad de comportamientos ritualizados como agitar una ramita o apuntar con el pico hacia arriba, y la pareja se forma tras tres o cuatro días. Eligen una pareja nueva cada temporada y también si vuelven a anidar tras fracasar en un primer intento. El nido es una pequeña plataforma desordenada de palitos en un árbol o arbusto que construyen los dos miembros de la pareja. Las ramitas son recolectadas por el macho y colocadas por la hembra, y el robo de palitos es corriente. El tamaño de la puesta puede oscilar entre uno y cinco huevos, aunque tres o cuatro es lo más común. Los huevos son ovalados y de color blanco azulado, y miden unos 45 × 53 mm. La incubación dura unos 23 días, y ambos miembros de la pareja se encargan de la tarea. Los pollos están parcialmente cubiertos de plumón al eclosionar y son totalmente dependientes de sus padres. Son incapaces de regular su propia temperatura hasta los 9–12 días y no están completamente emplumados hasta los 13–21 días. Empiezan a abandonar el nido subiéndose a las ramas circundantes a las dos semanas. Están completamente desarrollados a los 30 días, aunque no se independizan hasta que no tienen 45 días aproximadamente.

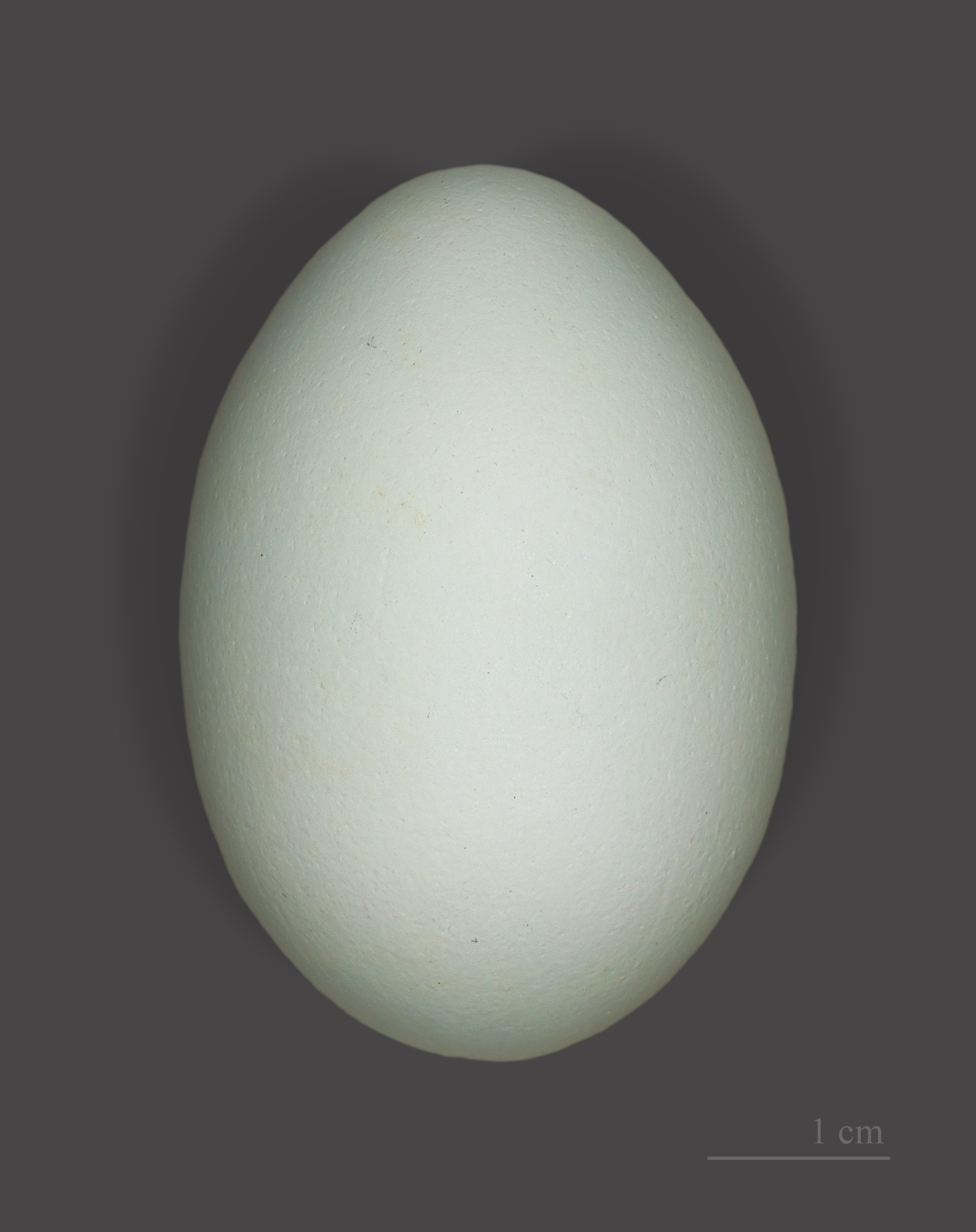
Huevo de garcilla bueyera.

La garcilla bueyera realiza parasitismo de puesta pocas veces, habiéndose registrado algunas veces que habían puesto huevos en nidos de garceta nívea y garza azul, aunque estos huevos raramente eclosionan. Hay también pruebas de que realizan parasitismo de puesta intraespecífica en poca cuantía, ya que algunas hembras ponen huevos en los nidos de otras garcillas bueyeras. Además se han registrado cópulas fuera de la pareja en el 30 % de los casos.
La causa principal de la mortalidad de los pollos es el hambre. La competencia entre hermanos es intensa, y en Sudáfrica tres de cada cuatro pollos se muere de hambre. En los hábitats secos con menos anfibios la dieta puede carecer de los suficientes vertebrados para que se desarrollen correctamente los huesos de los pollos y los pollos pueden crecer con anormalidades óseas debidas a la deficiencia de calcio. En Barbados los nidos a veces son asaltados por los monos, y en un estudio realizado en Florida se han registrado ataques a las nidadas por parte de otros asaltantes como el cuervo pescador y la rata negra. En el mismo estudio se atribuyó parte de la mortalidad de pollos de garcilla a los pollos de pelícano pardo de la vecindad, que accidentalmente pero con frecuencia, desplazan los nidos o hacen caer a los pollos de garcilla. En Australia los cuervos australianos, las águilas audaces y los pigargos orientales roban huevos y pollos del nido. Además las infecciones de garrapatas y de virus también pueden causar la muerte de pollos.

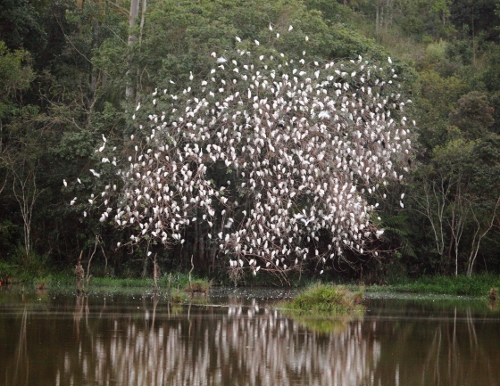
Bandada en Jacutinga, Estado de Minas Gerais, Brasil

### Alimentación

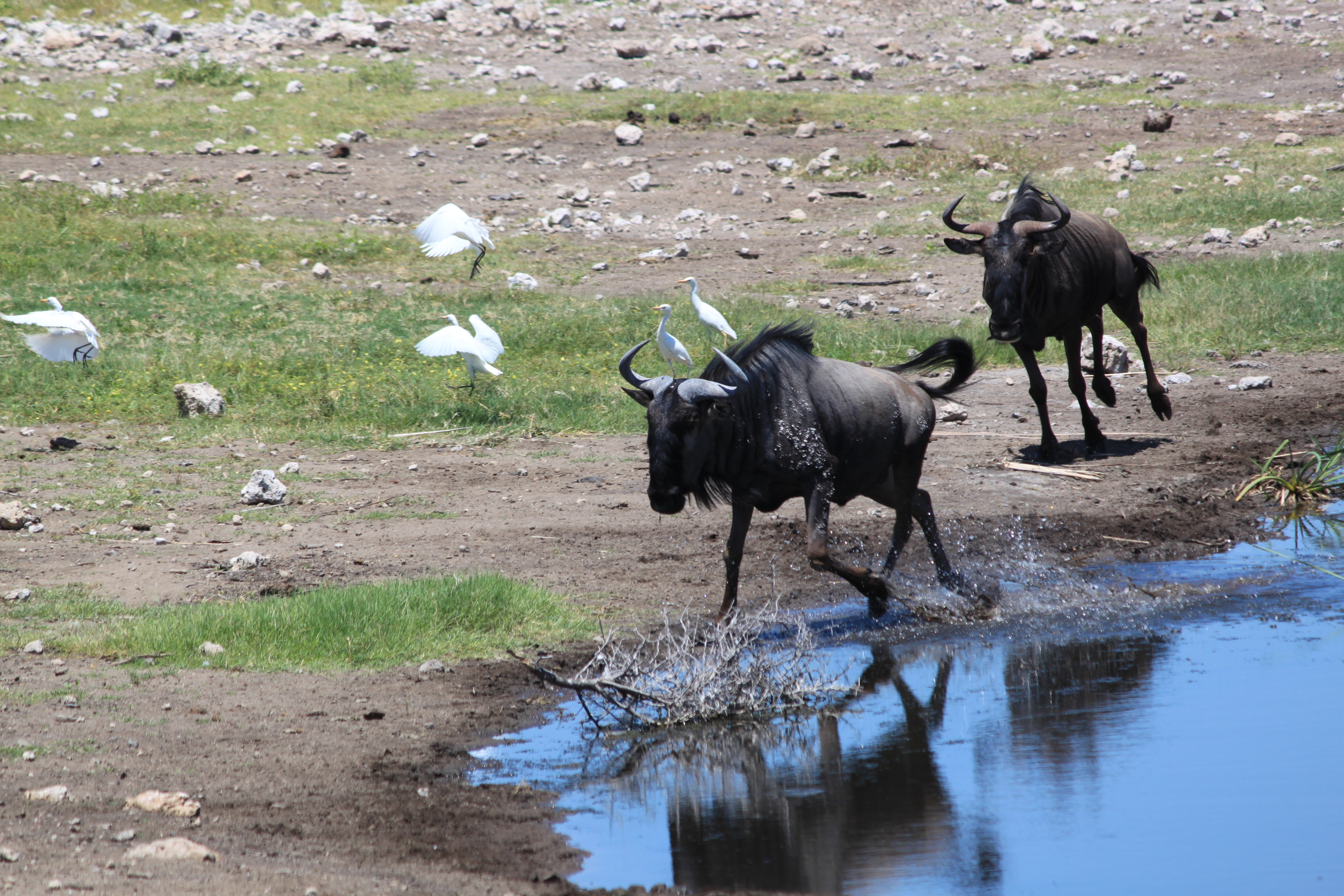
Las garcillas bueyeras buscan la compañía de los rumiantes, en este caso ñúes.

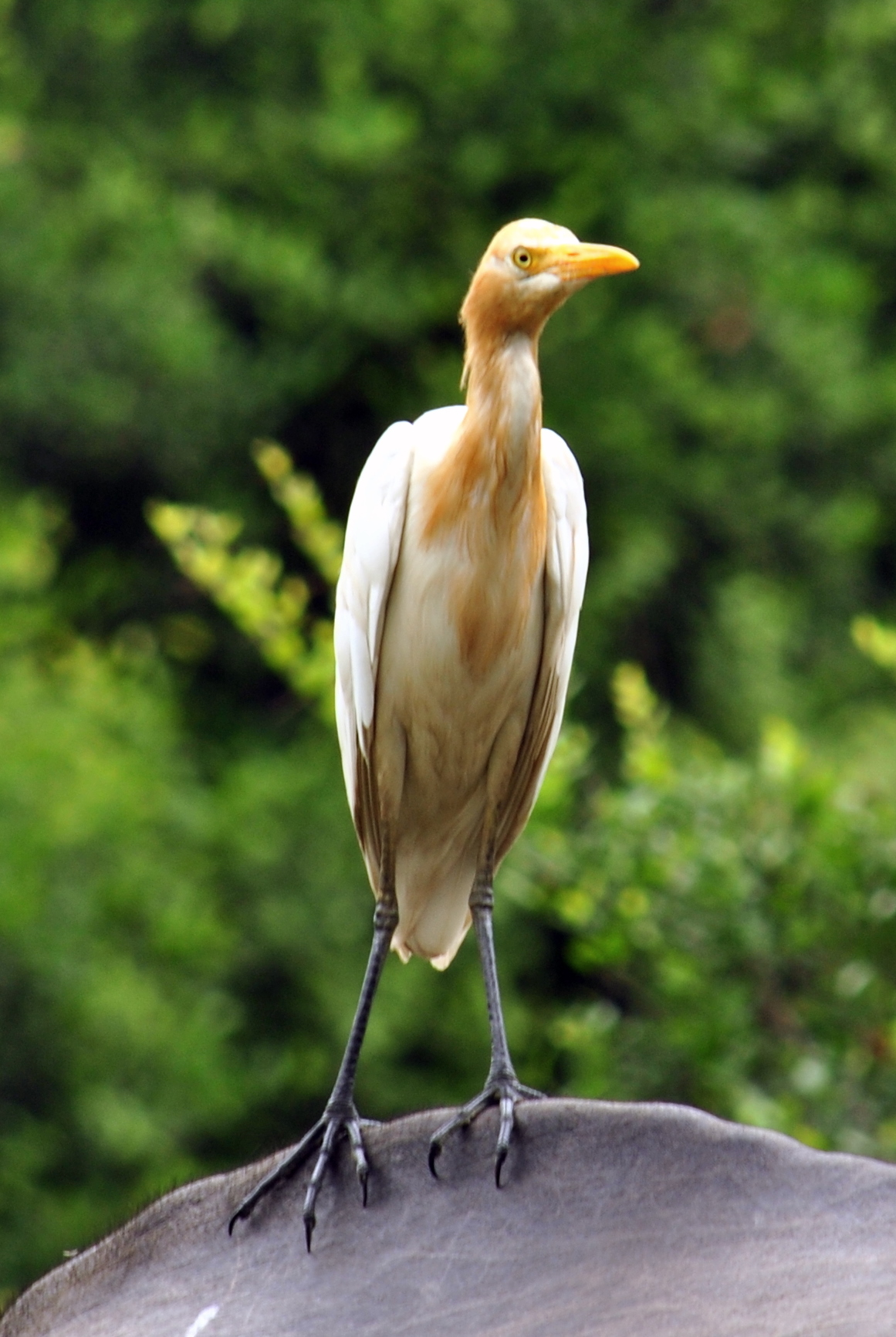
Garcilla bueyera sobre un búfalo en el reserva de vida salvaje Asola Bhatti, en la India.

La garcilla bueyera se alimenta de un amplio espectro de presas, especialmente insectos, por lo general saltamontes, grillos, moscas (adultas y larvas) y polillas, además de arañas, ranas y lombrices. En una ocasión se las ha observado alimentándose en las ramas de un baniano de higos maduros. Esta especie a menudo se encuentra junto al ganado y otros grandes rumiantes cazando a los pequeños animales que espantan a su paso. Los estudios han mostrado que las garcillas bueyeras que se alimentan cerca de grandes animales tiene más éxito en la caza que los que se alimentan en solitario. Cuando se alimentan junto al ganado, tienen 3,6 veces más éxito en sus capturas que cuando se alimentan solas. El resultado es similar cuando siguen a la maquinaria agrícola, aunque les fuerza a desplazarse más.
Cada garcilla bueyera defiende débilmente de los demás miembros de su especie el área alrededor del rumiante al que sigue, pero si la zona está abarrotada de garcillas se rinde y continúa alimentándose en otro lugar. Donde hay muchos grandes animales las garcillas bueyeras eligen alimentarse alrededor de los que se desplazan a unos 5–15 pasos por minuto, evitando las manadas que se mueven más deprisa o más despacio. En África las garcillas bueyeras prefieren seguir a las cebras de llanura, los antílopes acuáticos, los ñúes y los búfalos cafres. Las aves dominantes se alimentan más cerca del mamífero y por ello consiguen más comida.
La garcilla bueyera puede resultar versátil en su dieta. En las islas con colonias de aves marinas les roban huevos y pollos. Durante la migración se ha registrado de que también se alimentan de otras aves migratorias exhaustas. Las aves de la variedad de Seychelles además practican el cleptoparasitismo, persiguiendo a los pollos de charrán sombrío y se comen la comida que regurgitan.

## Relación con el hombre

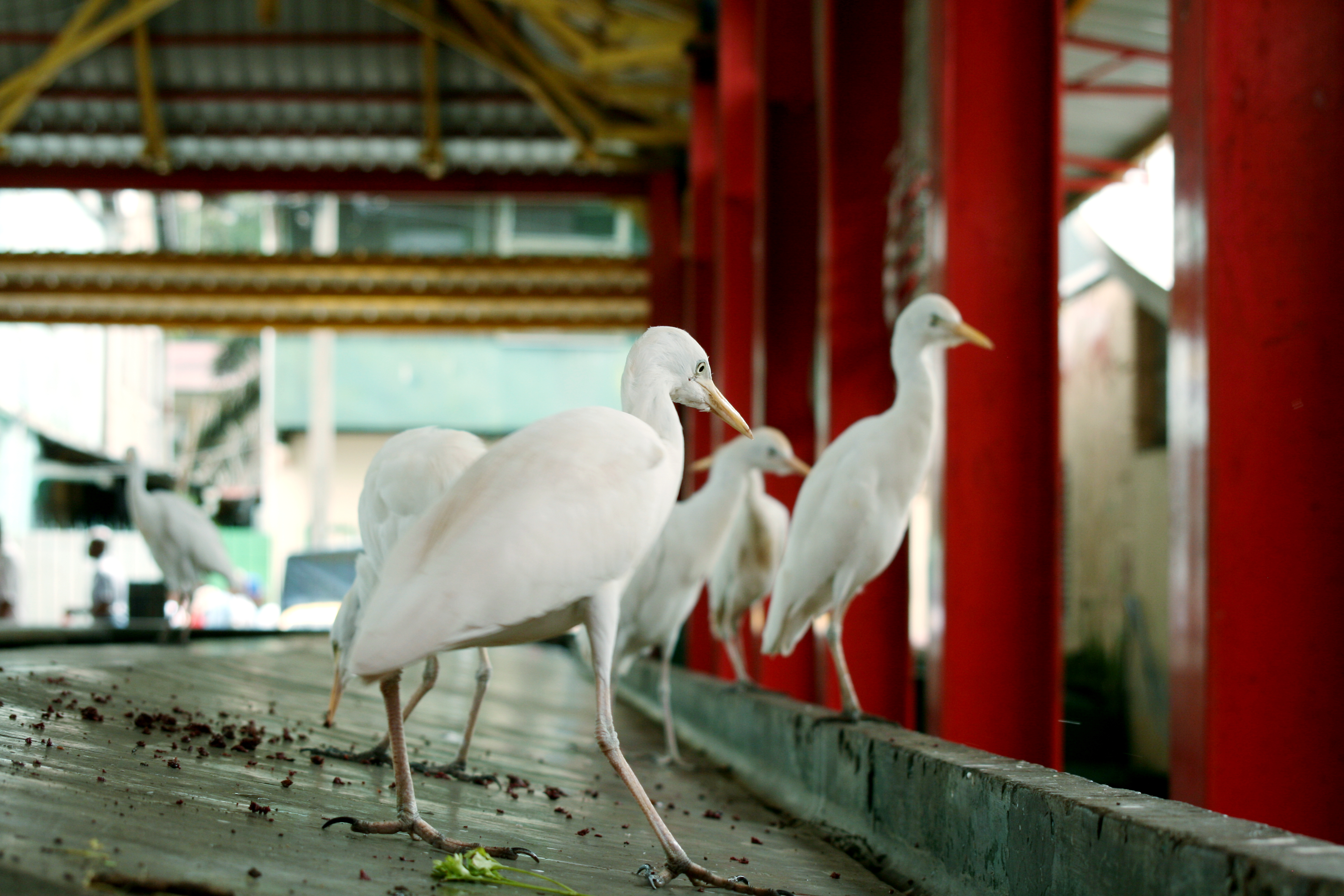
Ejemplares de B. i. seychellarum esperando los desechos de pescado del mercado de Victoria (Seychelles)

La garcilla bueyera es una especie llamativa con muchos nombres comunes. La mayoría de ellos relacionados con su costumbre de seguir al ganado y a los grandes animales y en varios idiomas se la conoce con equivalentes a garza del ganado, garza ganadera, grulla de las vacas, ave de las vacas, incluso ave de los elefantes o garza de los rinocerontes. Su nombre en árabe es abu qerdan, que significa «padre de las garrapatas» en referencia al gran número de parásitos que se encuentran en sus colonias de cría.
La garcilla bueyera es un ave popular entre los ganaderos por su papel de controlador natural de los  parásitos del ganado como las garrapatas y los tábanos. Un estudio realizado en Australia encontró que las garcillas bueyeras reducen el número de tábanos que molestan al ganado porque los atrapan directamente de su piel. Se benefició por ello al acordarse por los ganaderos y la Junta de Agricultura y Silvicultura de Hawái la liberación de la especie en las islas.
No todas las interacciones entre el hombre y las garcillas bueyeras son beneficiosas. Las bandadas de garcillas bueyeras pueden suponer un riesgo cuando se reúnen en los herbazales cercanos a los aeropuertos, y han estado implicados en la expansión de infecciones animales como la hidropericardias, la enfermedad de Gumboro y posiblemente la enfermedad de Newcastle.